# Guduf-gava
Pour les articles homonymes, voir Gava.
Le guduf-gava (ou gudupe, afkabiye) est une langue tchadique biu-mandara parlée au Nigeria dans l'État de Borno, également de l'autre côté de la frontière au Cameroun, dans l'arrondissement de Mokolo (région de l'Extrême-Nord).
Le nombre de locuteurs a été estimé à 25 000, dont 20 000 au Nigeria et 2 500 au Cameroun.